# Meizu MX6
Meizu MX6 — смартфон, розроблений китайським виробником Meizu. Meizu MX6 працює на Flyme OS, модифікованій операційній системі Meizu. Це остання модель компанії серії MX, попередником якої є Meizu MX5.

## Історія
Вперше про запуск нового смартфону Meizu світ дізнався в січні. В інтернеті оприлюднили інформацію, що майбутній пристрій буде оснащений системою MediaTek Helio X20, 4 Гб оперативної пам'яті та дисплеєм Full HD.
Попередні замовлення Meizu MX6 розпочалися 19 липня 2016 року. Вже в перший день було попередньо зареєстровано на продаж 3,2 мільйони пристроїв. Продажі в Китаї розпочалися 30 липня 2016 року.

## Опис
Meizu MX6 має повністю металевий корпус, з мінімальним простором, виділеним для виведення антен. Цей смартфон ввібрав у себе найкраще з дизайну Meizu Pro 6. При створенні корпусу використовувалися нові технології обробки металу, що дозволили досягти такого вражаючого і елегантного зовнішнього вигляду, зберігши при цьому міцність конструкції і зручність використання смартфона. Традиційно, для користувачів доступна багатофункціональна сенсорно-механічна кнопка mTouch, що включає в себе швидкий і надточний сканер відбитків пальців. Смартфон має підтримку двох Nano-SIM карт.
Основний акцент в Meizu MX6 зроблений на камері. У смартфоні встановлений новітній 12 Мп модуль Sony IMX386 для отримання знімків неймовірного якості. 6 лінз, фазове фокусування, апертура f/2.0, тонка настройка в спеціальних лабораторіях, нові поліпшені алгоритми обробки зображення - дозволяють забезпечити чіткі і детальні знімки навіть в умовах низької освітленості. Фронтальна камера отримала новий модуль на 5 Мп з широким кутом зйомки і апертурою f/2.0, що дозволяє отримувати відмінні селфі навіть у темряві.
Meizu MX6 працює на базі 10-ядерного процесора MediaTek MT6797 Helio X20, що пропонує користувачеві максимальну продуктивність при високій енергоефективності. 4 ГБ швидкої RAM-пам'яті дозволять без проблем перемикатися між додатками без втрати продуктивності. Смартфон оснащений яскравим і контрастним 5.5" FullHD дисплеєм від Sharp з TDDI матрицею і захищений міцним склом з ефектом 2.5D. Екран має контрастність 1500: 1 і яскравість 500 кд, а його передача кольору охоплює 85 % колірного простору NTSC. Meizu MX6 має нічний режим роботи дисплея,що захищає очі користувача, і дуже швидку і точну настройку автоматичної яскравості.
Meizu MX6 підтримує технологію швидкої зарядки mCharge 3.0, яка дозволяє повністю зарядити вбудовану батарею смартфона на 3060 мА·год з 0 до 100 % всього за 75 хвилин. За 10 хвилин Meizu MX6 можна зарядити на 25 %, а за півгодини — на 65 %. Новий тип батареї, встановленої в смартфоні, дозволяє використовувати технологію швидкої зарядки більш ніж на 900 циклів, без втрати продуктивності і ємності акумулятора.
Смартфон Meizu MX6 працює на базі Android 6 під управлінням власної оболонки Flyme. Максимально детально опрацьована й оптимізована оболонка Flyme повністю змінює стандартний інтерфейс Android, роблячи його більш простим. Flyme пропонує зручне управління жестами, завдяки якому створюються резервні збереження налаштувань і даних користувача, а також такі корисні штатні опції, як запис дзвінків або вбудований антивірус в додатку "Безпека".

## Відгуки
Загалом MX6 отримав позитивні відгуки. Forbes високо оцінив пристрій за хорошу якість збірки, а також за його металевий корпус Unibody і функцію жесту в Flyme OS, відзначаючи, що «Meizu MX6 — найкраща вигода на ринку».

## Зовнішні посилання
- Офіційний сайт(англ.)